# Christopher Columbus Harris
Christopher Columbus Harris, född 28 januari 1842 i Lawrence County i Alabama, död 28 december 1935 i Decatur i Alabama, var en amerikansk politiker (demokrat). Han var ledamot av USA:s representanthus 1914–1915.
Kongressledamot William Richardson  avled 1914 i ämbetet och efterträddes av Harris. Han efterträddes i sin tur 1915 av Edward B. Almon.
Harris avled 1935 och gravsattes i Decatur i Alabama.